# كورتني ناغل
كورتني ناغل (بالإنجليزية: Courtney Nagle)‏ مواليد 29 سبتمبر 1982م، هي لاعبة كرة مضرب أمريكية سابقة بدأت مسيرتها كمحترفة سنة 2005م، وكانت تلعب باليد اليمنى، اعتزلت اللعب في 2012م. كان أعلى ترتيب لها في الزوجي هو 97 حققته في 20 أبريل 2009م.

## روابط خارجية
- كورتني ناغل على موقع رابطة محترفات التنس (الإنجليزية)
- كورتني ناغل على موقع الاتحاد الدولي لكرة المضرب (الإنجليزية)